# Ruw klokje
Het ruw klokje (Campanula cervicaria)  is een tweejarige tot kortlevende overblijvende plant die behoort tot de klokjesfamilie (Campanulaceae). In Midden-Europa is de plant zeldzaam. De soort is inheems in Wallonië. In Nederland komt de soort in het wild niet voor. In Duitsland geldt deze in Europa en Azië van nature voorkomende plant als met uitsterven bedreigd. Naar het noorden toe komt ze voor tot in Zuid-Scandinavië.

## Botanische beschrijving
In de bloeiwijze lijkt de plant wel wat op het kluwenklokje (Campanula glomerata).
Het is een tweejatige of meerjarige plant die 30-100 cm hoog kan worden. In het eerste jaar wordt een rozet van lancetvormige, spatelvormige bladeren met gevleugelde bladstelen gevormd. De vierkante stengel en de onderste bladeren zijn, anders dan bij het kluwenklokje, stijf behaard. De onderste bladeren zijn meer lancetvormig en versmallen zich in een gevleugelde steel. De bladeren van de stengel staan afwisselend en zijn lijnvormig tot smal lancetvormig, borstelig behaard en zittend. Het bladranden zijn getand. De onderste bladeren verdorren als de plant in bloei staat.
De bloeiwijze bestaat uit een grote, eindstandige tros (kluwen) met daaronder kleinere weinig bloemen tellende deelkluwens. De kleur is blauwviolet, iets lichter dan bij het kluwenklokje. De bloeiperiode loopt van april tot september. De kelkbladen zijn aan de basis vergroeid en eindigen in vijf stompe slippen. De 12-20 mm grote bloem bestaat uit vijf vergroeide kroonbladen met vijf slippen, die langer dan breed zijn.
De knikkende vrucht is een sterk geaderde, smal kegelvormige doosvrucht.

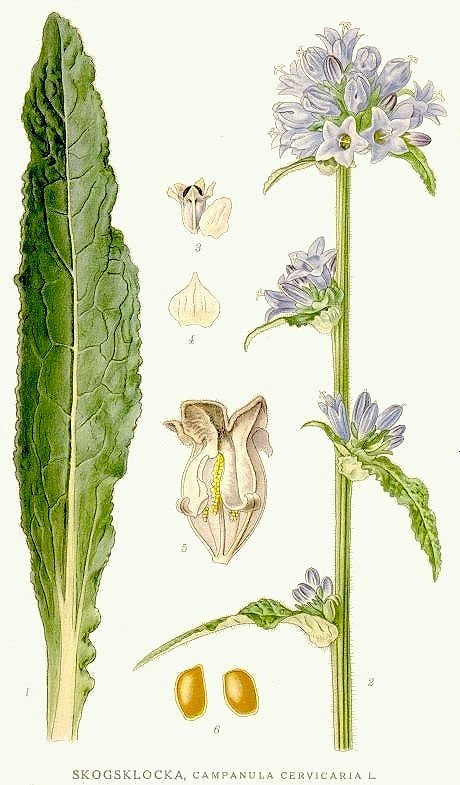
Illustratie
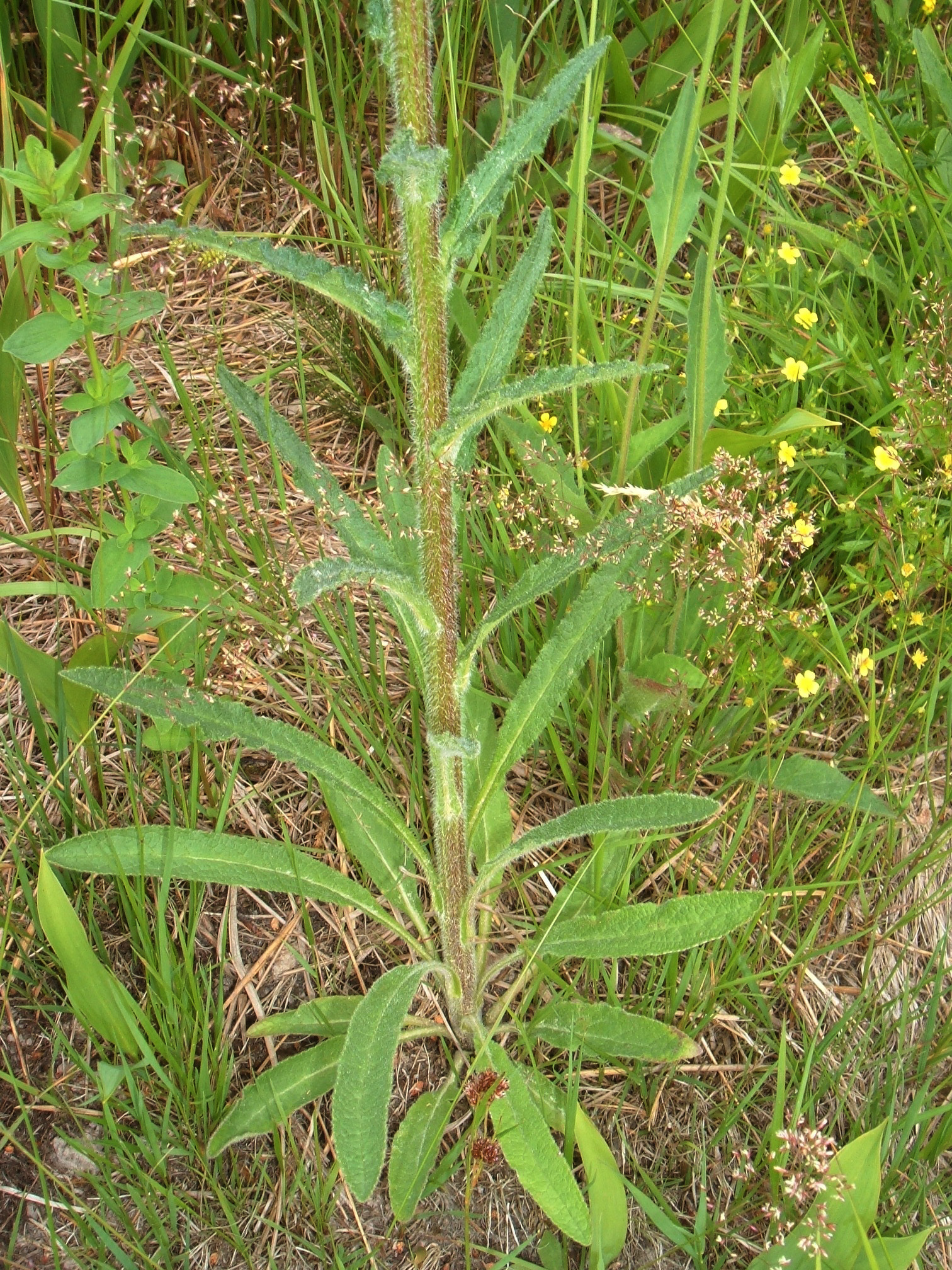
Plant
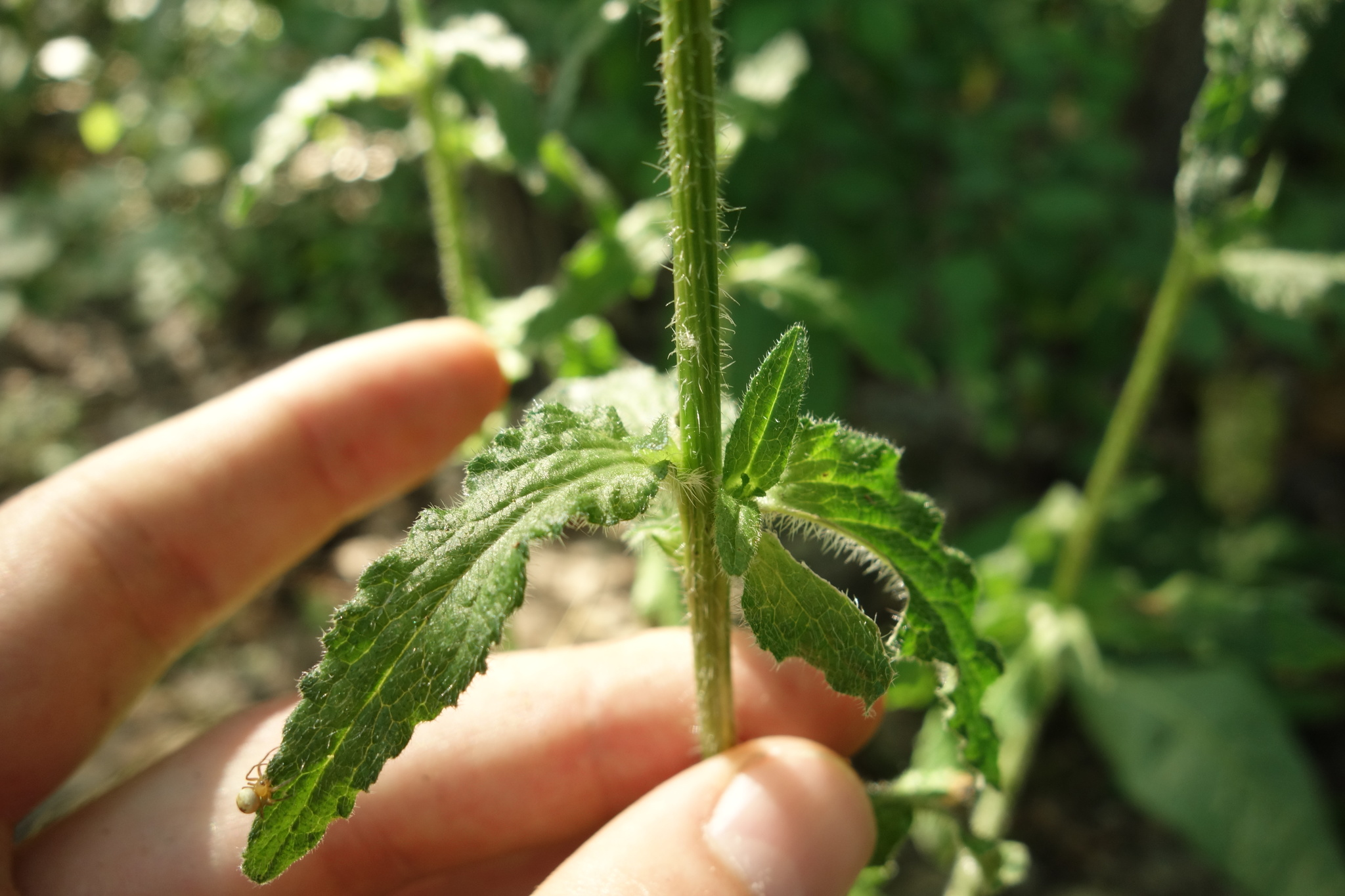
Stengelbladeren
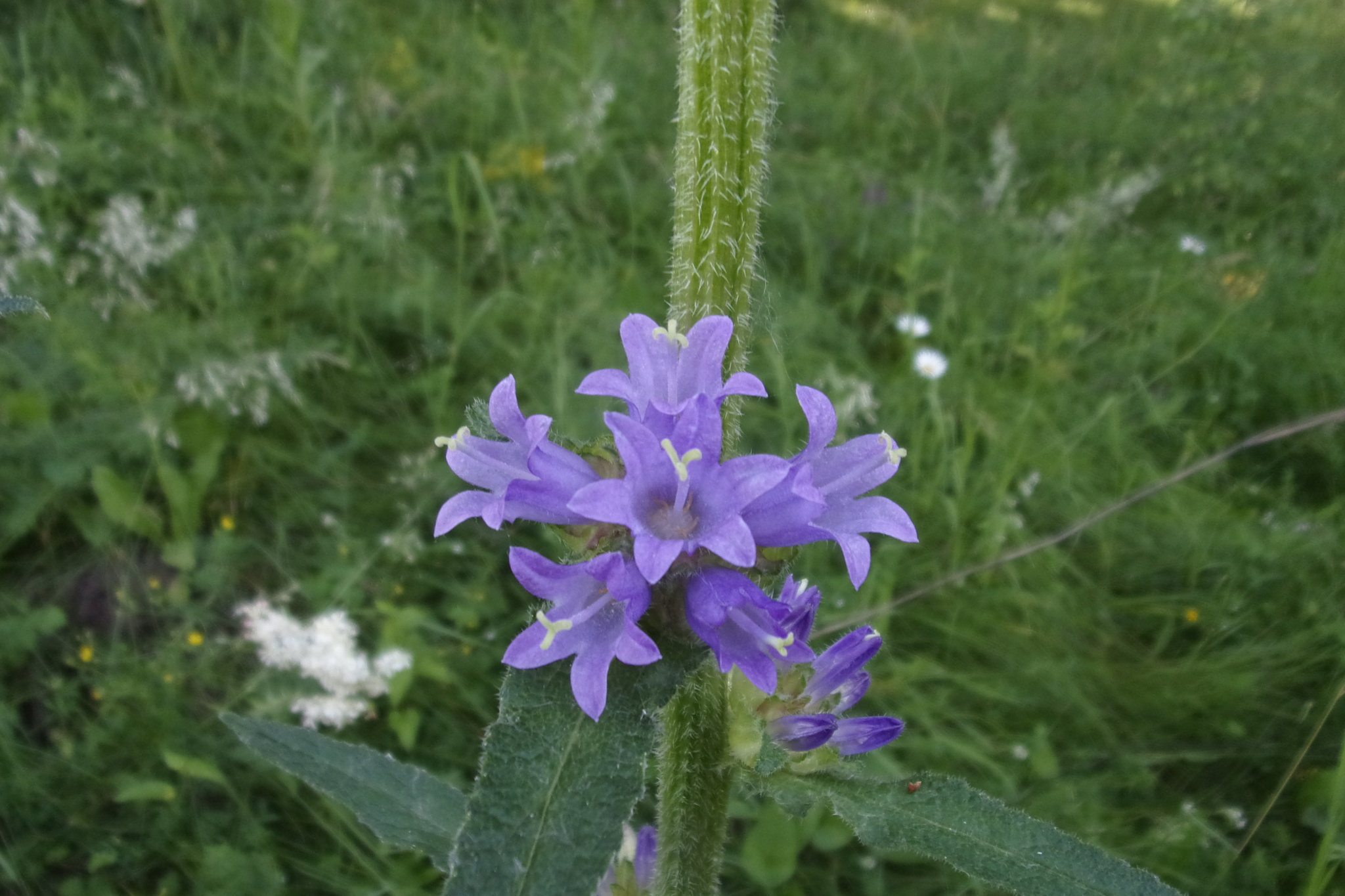
Bloemen
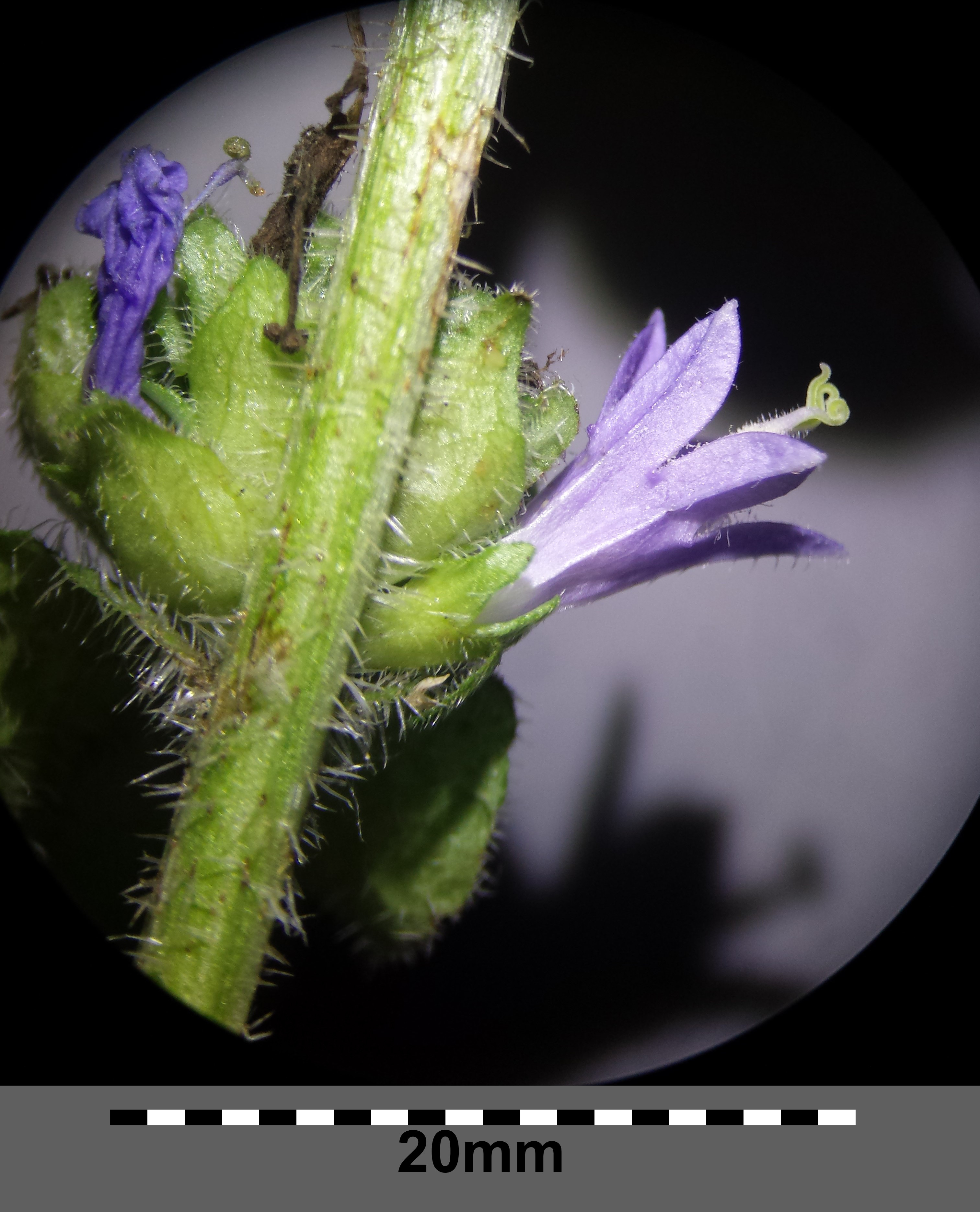
Bloem
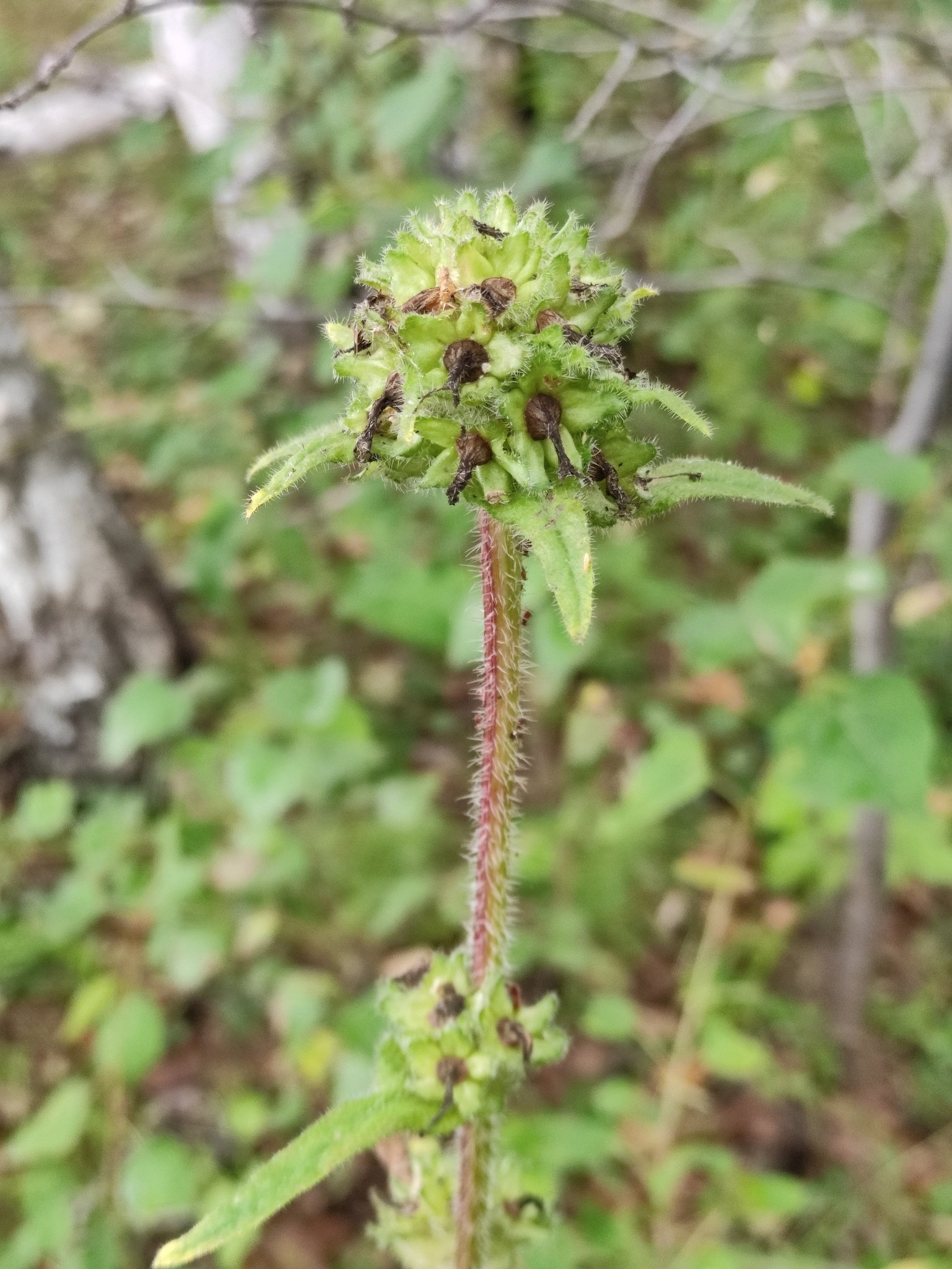
Vruchten

## Standplaats
Het ruw klokje komt voor in vochtige weiden, terwijl het kluwenklokje een voorkeur voor drogere standplaatsen heeft.